# Luigi Bagutti
Pour les articles homonymes, voir Bagutti.
Luigi Bagutti, né vers 1778, peut-être à Lugano, et mort en un lieu inconnu vers 1835, est un architecte tessinois qui a œuvré en Suisse romande.

## Biographie
Issu d’une famille originaire de Rovio au Tessin, Luigi Bagutti, qui affirme avoir obtenu des prix « dans les principales académies d’Italie », n’est en tout cas pas inscrit comme étudiant dans les académies les plus proches, à Parme ou à Milan. Il épouse Catarina Zanella et vers 1818, à l’âge de quarante ans, vient s’établir à Genève, sans doute à l’instigation du banquier Jacques Mirabaud. Il gagne en 1820 un prix pour un projet de maison de force à Genève, participe avec succès à trois concours plus le musée Rath dans cette même ville, mais ces plans ne sont pas exécutés. En revanche, il a l’occasion de contribuer activement à la construction de plusieurs bâtiments majeurs de la région genevoise et sur la Côte vaudoise. Il vit à Genève en tout cas jusqu’en 1829.

Maison Mellerio, Promenade Saint-Antoine à Genève.

Il construit ainsi à Pregny une prestigieuse villa, de style grec, pour Auguste Saladin de Lubières : le « Pavillon de Pregny » (1822-1825), démolie en 1858 pour être remplacée par le château de Pregny. À Carouge, il dote l’église catholique de son chœur et transept actuels, puis élabore pour cette même ville un projet de marché couvert. On peut sans doute lui attribuer, dans la région genevoise, les maisons de campagne de Montriant (1826) au Grand-Saconnex, Le Bocage (1823-1824), la maison Mellerio (Promenade Saint-Antoine 20 à Genève).
Dans le canton de Vaud, il réalise à Lausanne le remarquable aménagement intérieur de la villa Mon-Repos, pour le financier Vincent Perdonnet. ainsi que la surélévation de la maison de campagne de Vernand-Bois-Genoud (1826-1827) et l’on peut lui attribuer les maisons des cousins Delessert, à savoir à Lausanne, Bellefontaine (1828) et à Bursinel la Villa Choisi. Par ailleurs, on lui doit l’agrandissement de la campagne de Beaulieu à Gilly près de Rolle, la maison d’été du financier genevois Jean-Gabriel Eynard, demeure caractérisée par une suite de grandes baies serliennes. Bagutti n’est sans doute pas étranger non plus à la construction de Bellerive à Rolle (1827-1828), ainsi qu'à la transformation de l’Oujonnet à Bursinel, avec une participation sans doute de Jean-Pierre Noblet. Son nom a parfois été évoqué en relation avec la construction de la villa néo-palladienne de La Gordanne (1803), à Perroy, mais cette hypothèse est impossible pour des raisons chronologiques. En revanche, Bagutti a bien dessiné en 1828 un projet (non réalisé) d’église cylindrique pour Monthey, dont le plan se réfère lui aussi au grand modèle du Panthéon.
Attiré par le mouvement philhellène sous l’influence de Jean-Gabriel Eynard, Bagutti projette en 1828 de partir pour la Grèce en 1828, mais retarde ce voyage pour raisons de santé et participe encore en 1829, à Genève, à un concours pour la construction de l’hôtel des Bergues. On perd ensuite sa trace.